# Hatto II. von Reichenau
Hatto II., auch Heito oder Hetto († 9. September 871), war Abt des Klosters Reichenau.
Hatto II. war der 15. Abt der Reichenau und Nachfolger von Abt Walter. Er empfing seine Abtsweihe von Papst Nikolaus I.
868 nahm er an der Synode von Worms teil, die langwirkende kirchenrechtliche Beschlüsse fasste.
In der Amtszeit von Hatto II. wurden die Gebeine des Januarius (der Kopf verblieb in Neapel) sowie weitere Reliquien seiner Gefährten Festus, Desiderius, Sosius, Prokulus, Eutyches und Acutius in das Kloster Reichenau gebracht. Nach Gallus Oehem wurden diese von einem schwäbischen Adligen im Heerzug von Ludwig dem Frommen aus Kampanien mitgebracht.
Hatto I., unter anderem späterer Erzbischof von Mainz (891–913), war unter den Äbten Hatto II. und Ruodho Mönch im Kloster Reichenau.
Er starb 871 im Abtsamt.